# Jorge Enrique Adoum
Jorge Enrique Adoum (Ambato, Equador, 1926 - Quito, 3 de juliol de 2009) fou un escriptor, polític, assagista i diplomàtic equatorià.
Estudià filosofia i dret a Xile i posteriorment fou secretari personal de Pablo Neruda i treballà a les Nacions Unides i a la UNESCO. La seva obra literària consta d'unes trenta obres, principalment de poesia (Los cuadernos de la tierra, El tiempo y las palabras), però també de narrativa i teatre. Entre els seus majors èxits es troba la novel·la Entre Marx i una mujer desnuda, publicada el 1976; aquesta novel·la va ser portada al cinema el 1996 pel realitzador equatorià Camilo Luzuriaga. Cal destacar també el monumental assaig sobre la vida i l'obra del pintor Oswaldo Guayasamín, Guayasamín: el hombre, la obra, la crítica.
Les seves cendres van ser enterrades al complex de la Casa Museo Guayasamin de Quito, al peu d'un pi on abans s'hi havien enterrat les del seu amic Oswaldo Guayasamín.